# ترنتن (کارولینای شمالی)
ترنتن (به انگلیسی: Trenton) شهری در ایالت کارولینای شمالی کشور ایالات متحده آمریکا است که جمعیت آن در سرشماری سال ۲۰۱۰ میلادی، ۲۸۷ نفر بوده‌است.